# Purdin (Misuri)
Purdin es una ciudad ubicada en el condado de Linn en el estado estadounidense de Misuri. En el Censo de 2010 tenía una población de 190 habitantes y una densidad poblacional de 238,96 personas por km².

## Geografía
Purdin se encuentra ubicada en las coordenadas 39°57′00″N 93°9′54″O / 39.95000, -93.16500. Según la Oficina del Censo de los Estados Unidos, Purdin tiene una superficie total de 0.8 km², de la cual 0.79 km² corresponden a tierra firme y (0.33%) 0 km² es agua.

## Demografía
Según el censo de 2010, había 190 personas residiendo en Purdin. La densidad de población era de 238,96 hab./km². De los 190 habitantes, Purdin estaba compuesto por el 99.47% blancos, el 0% eran afroamericanos, el 0% eran amerindios, el 0% eran asiáticos, el 0% eran isleños del Pacífico, el 0% eran de otras razas y el 0.53% pertenecían a dos o más razas. Del total de la población el 2.63% eran hispanos o latinos de cualquier raza.